# Hume, Missouri
Hume är en ort i Bates County i Missouri. Vid 2010 års folkräkning hade Hume 336 invånare.